# Ninina pesnika dva
Ninina pesnika dva je mladinski ljubezenski roman slovenskega avtorja Bogdana Novaka, ki govori o življenju mladostnikov na Gimnaziji Poljane. Knjiga je izšla 1995 v samozaložbi, ponatisnjena pa je bila 2002 v zbirki Knjigožer pri Mladinski knjigi.

## Vsebina
Ninina pesnika dva je ljubezenski roman o šestnajstletnem dekletu, ki obiskuje drugi letnik Gimnazije Poljane. Prvi letnik je naredila z odliko. To leto so v razred dobili nova učenca, Boruta in Borisa. Oba sta pesnika in rada plezata po gorah. Oba sta zaljubljena v Nino. Ko Boris vpraša Nino, če bi hodila z njim, ga ta zavrne, saj ima očala in mozolje in je njen sošolec. Tako Boris kot Borut sta Nino vabila, da bi pela z njima v skupini, a ona tega ni želela, zato jima je neprestano govorila, naj poiščeta drugo dekle. A Boris in Borut se nista vdala in sta želela samo njo. Podtikala sta ji pesmi v žepe, kar se je Nini zdelo še kar zabavno. Nina se je s prijateljicami Simono, Barbaro, Nadjo in Majdo skoraj vsak večer dobivala v Saksu, potem pa so šle še v Turista. Nekega dne je Boris povabil Nino v kitajsko restavracijo, da bi ji povedal, kaj čuti do nje. Nina je povabilo sprejela. Tam mu je povedala, da ni zaljubljena vanj in da lahko ostaneta prijatelja. S tem je užalila zaljubljenega Borisa. Vseeno sta bila še naprej prijatelja. Zvečer so se Nina in njene prijateljice dobile pri Turistu in ko so se pogovarjale, je Nina zagledala fanta po svojem okusu. Ime mu je bilo Niko. Ker ga je Nadjin fant poznal, ji je Nadja obljubila, da bo Nino predstavila Niku. Niko je študiral pravo, ampak je vse izpite do sedaj padel. Dekle se je takoj zaljubilo vanj in začela sta hoditi. Nekega dne je Nina gledala poročila na televiziji in slišala novico o Borisovi nesreči v gorah. Ko je plezal po gori, se mu je pretrgala vrv. To je povzročilo padec, zaradi katerega je umrl. Nina je bila zaradi tega zelo žalostna in si je očitala, ker ga ni mogla ljubiti. Niko je povabil Nino k sebi na večerjo, saj je bil sam doma. Nina je izgubila nedolžnost. Niko ni nikoli več poklical Nine, ker je dosegel, kar je hotel. Nekega dne se je Nina odločila oditi k Niku. Ko ji je odprl vrata, je bil presenečen in se izgovarjal, da se mora učiti za izpit. Naslednji dan ga je Nina videla, kako v Saksu pleše s Simono. Na silvestrovo so imeli v šoli prireditev, kjer je Nina skupaj z Borutom in njegovo skupino zapela pesem, ki jo je sestavil Boris. Niko je začel hoditi s Simono, a njuna zveza ni trajala dolgo. Nina je imela rojstni dan in ker je oboževala jagodno torto, jo je tudi letos dobila. Ob rezanju torte je Nina povedala, da ne mara več jagodne torte, pravzaprav jo kar sovraži. Mama jo je vprašala zakaj in Nina ji je povedala, da je mogoče noseča. Očim je hitro odhitel v lekarno po nosečnostni test, ki je bil na Ninino veselje negativen. Naslednji dan se je Nina oblekla in odšla v cvetličarno, da bi kupila rože za na Borisov grob. Tam je bil tudi Borut. Zgodba se tako konča s srečanjem Nine in Boruta na Borisovem grobu.

## Ocene in nagrade
Leta 1998 so mladi bralci šolskih in splošnih knjižnic to knjigo izbrali za najljubšo slovensko knjigo "Moja najljubša knjiga" Arhivirano 2013-03-10 na Wayback Machine..

## Izdaje in prevodi
- Delo je prvič izšlo leta 1995 v samozaložbi, ponatis pa leta 2002 pri založbi Mladinska knjiga v zbirki Knjigožer. Literarna študija o delu je izšla v Mladini leta 2002.
- Slovenska izdaja dela iz leta 2002 (COBISS)
- Slovenska izdaja dela iz leta 1995 (COBISS)
- Literarna študija iz leta 2002 (COBISS)